# Liste des députés européens d'Irlande (pays) de la 5e législature
Ceci est une liste des 15 membres du Parlement européen pour l'Irlande élus lors des élections européennes de 1999. Ils ont servi de 1999 à 2004.

## Liste
| Nom                    | Circonscription | Parti              | Groupe                                                  |
| ---------------------- | --------------- | ------------------ | ------------------------------------------------------- |
| Nuala Ahern            | Leinster        | Parti vert         | Verts/Alliance libre européenne                         |
| Niall Andrews          | Dublin          | Fianna Fáil        | Union pour l'Europe des nations                         |
| Mary Banotti           | Dublin          | Fine Gael          | Parti populaire européen-Démocrates européens           |
| Gerry Collins          | Munster         | Fianna Fáil        | Union pour l'Europe des nations                         |
| Pat Cox                | Munster         | Indépendent        | Parti européen des libéraux, démocrates et réformateurs |
| Brian Crowley          | Munster         | Fianna Fáil        | Union pour l'Europe des nations                         |
| John Cushnahan         | Munster         | Fine Gael          | Parti populaire européen-Démocrates européens           |
| Proinsias De Rossa     | Dublin          | Parti travailliste | Parti socialiste européen                               |
| Avril Doyle            | Leinster        | Fine Gael          | Parti populaire européen-Démocrates européens           |
| Jim Fitzsimons         | Leinster        | Fianna Fáil        | Union pour l'Europe des nations                         |
| Pat the Cope Gallagher | Connacht–Ulster | Fianna Fáil        | Union pour l'Europe des nations                         |
| Liam Hyland            | Leinster        | Fianna Fáil        | Union pour l'Europe des nations                         |
| Joe McCartin           | Connacht–Ulster | Fine Gael          | Parti populaire européen-Démocrates européens           |
| Dana Rosemary Scallon  | Connacht–Ulster | Indépendent        | Parti populaire européen-Démocrates européens           |